# Durchdringung von zehn Tetraedern

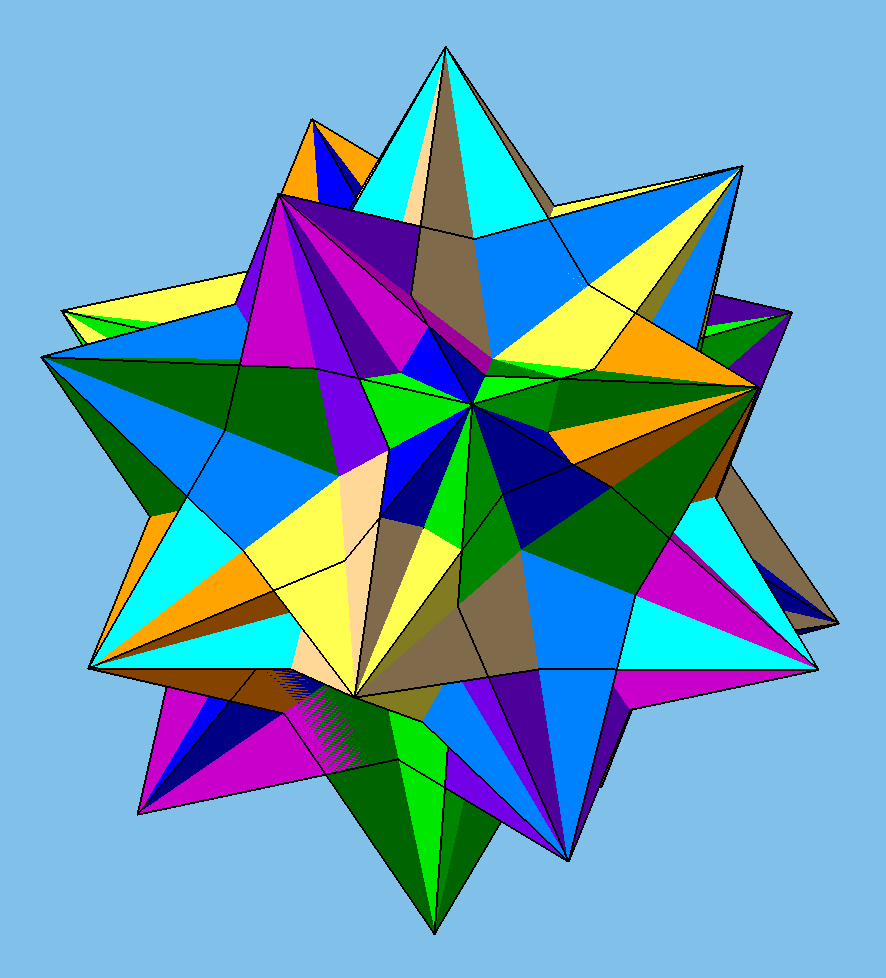
Komposit aus zehn Tetraedern, die im Dodekaeder zu finden sind. Die Zacken bilden die 20 Ecken des Dodekaeders (konvexer Hüllkörper).

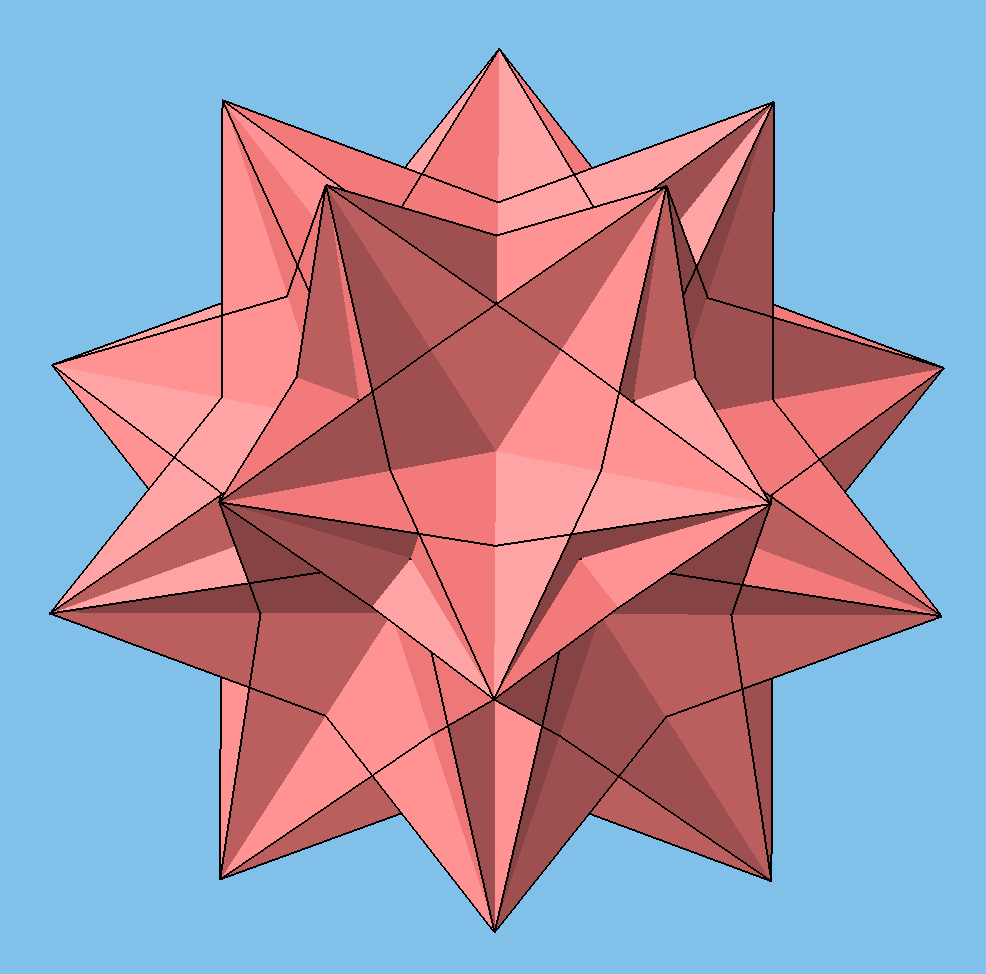
Ikosiikosaeder (Sternkörper)

Die Durchdringung von zehn Tetraedern (auch Ikosiikosaeder genannt) stellt einen Sternkörper dar, der aus einer geeigneten Zusammenstellung von zehn Tetraedern, die im Dodekaeder zu finden sind, entsteht.
Dieses Polyeder wurde erstmals 1876 von dem deutschen Mathematiker Edmund Hess (1843–1903) beschrieben.